# Suwa-Taisha

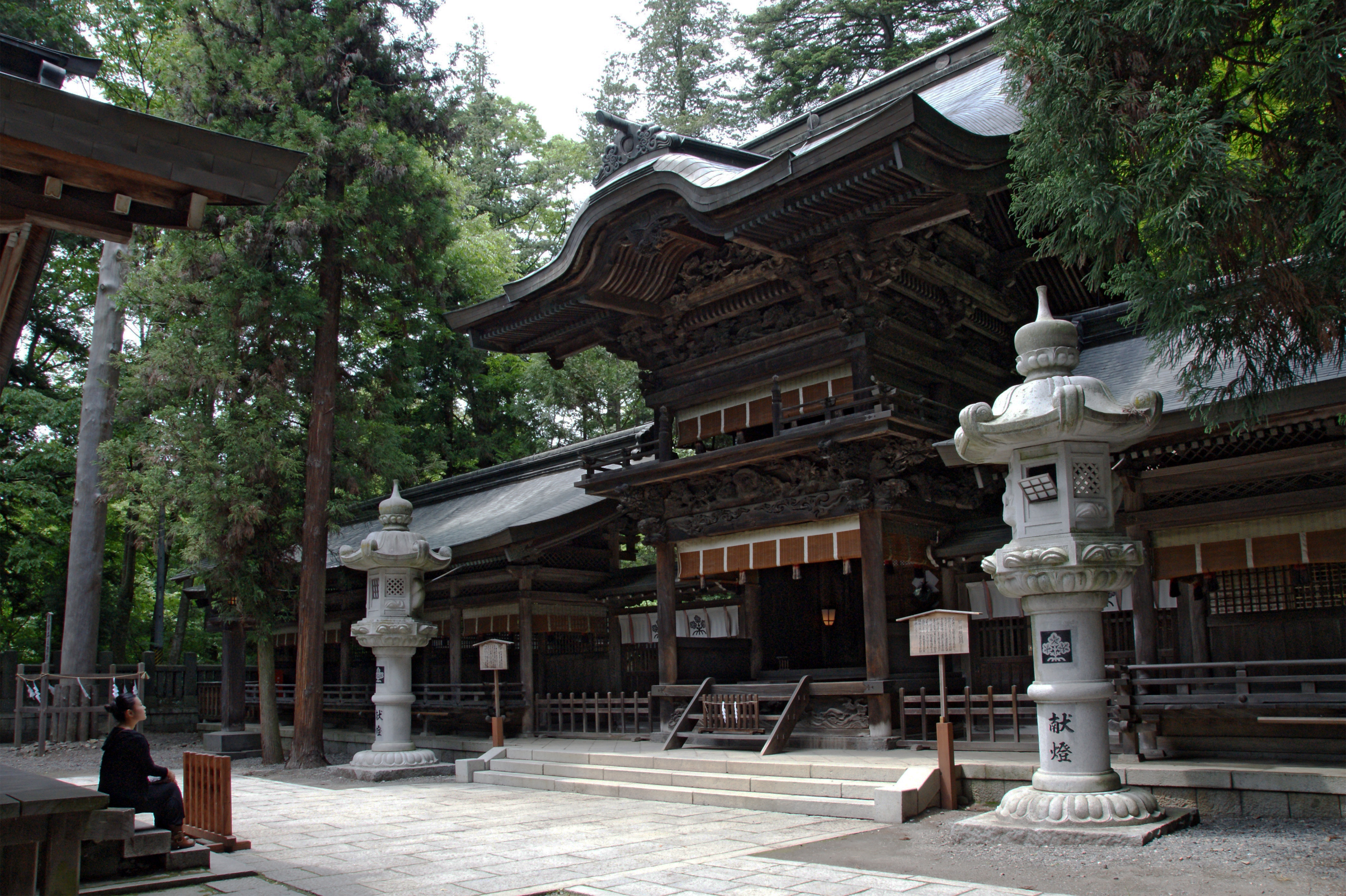
Die Heihaiden (幣拝殿) des Haru-miya

Der Suwa-Taisha (jap. 諏訪大社; etwa: „Großschrein von Suwa“) ist ein Shintō-Schrein in der Nähe des Suwa-Sees in der Präfektur Nagano, Japan. Er ist einer der ältesten Schreine überhaupt und wird bereits im Kojiki erwähnt. Er ist der Hauptschrein von etwa 10.000 weiteren Suwa-Schreinen in ganz Japan. Die von ihm verteilten bun-rei (in denen die mitama der Kami an andere Schreine übertragen werden) sind aus Metall, die Bedeutung ihrer merkwürdigen Form ist unbekannt.
Die Priesterschaft am Suwa-Taisha ist erblich, der Tradition des Schreins nach soll die Familie aus direkten Nachkommen der hiesigen Kami bestehen. Diese sind Ō-kuni-nushis Sohn Take-mi-nakata-no-Mikoto (建御名方命) und dessen Ehefrau Yasakatome-no-mikoto (八坂刀売命).
Der Legende nach überquerte Take-mi-nakata im Winter vom Hongū aus den Suwa-See um seine Frau Yasakatome im Haru-miya zu besuchen. Der von ihm benutzte Weg bildet die Linie O-miwa-tari (御神渡), an der zuerst das Eis auf dem See aufzubrechen beginnen soll.
Der Berg Akadake wird hier im Akadake-jinja (ein massha, d. h. Nebenschrein) verehrt. Im Waka-miya befinden sich die 13 Kinder des Götterpaares.
Der Schrein besteht eigentlich aus zwei Teilen, dem Oberen und dem Niederen Schrein, die sich auf gegenüberliegenden Seiten des Suwa-Sees befinden.

## Oberer Schrein
Sein eigentlicher Name ist Kami-sha (上社). Er befindet sich in der Stadt Suwa (諏訪市; -shi). Ursprünglich gab es zehn Tempel um ihn herum, neun davon wurden im Zuge des Shinbutsu-Bunri zerstört. Er besteht aus zwei Teilen, dem hongū bzw. hon-miya mit Take-mi-nakata als einzigem Kami (der heiden wird jukken-rō genannt) und dem mae-miya (auch zengū, mit Yasaka-tome als Kami; in dessen Uchi-mitama-den wird das nigi-mitama des Kami im honden verehrt).
Das shintai soll ein Baum (himorogi) sein.

## Niederer Schrein

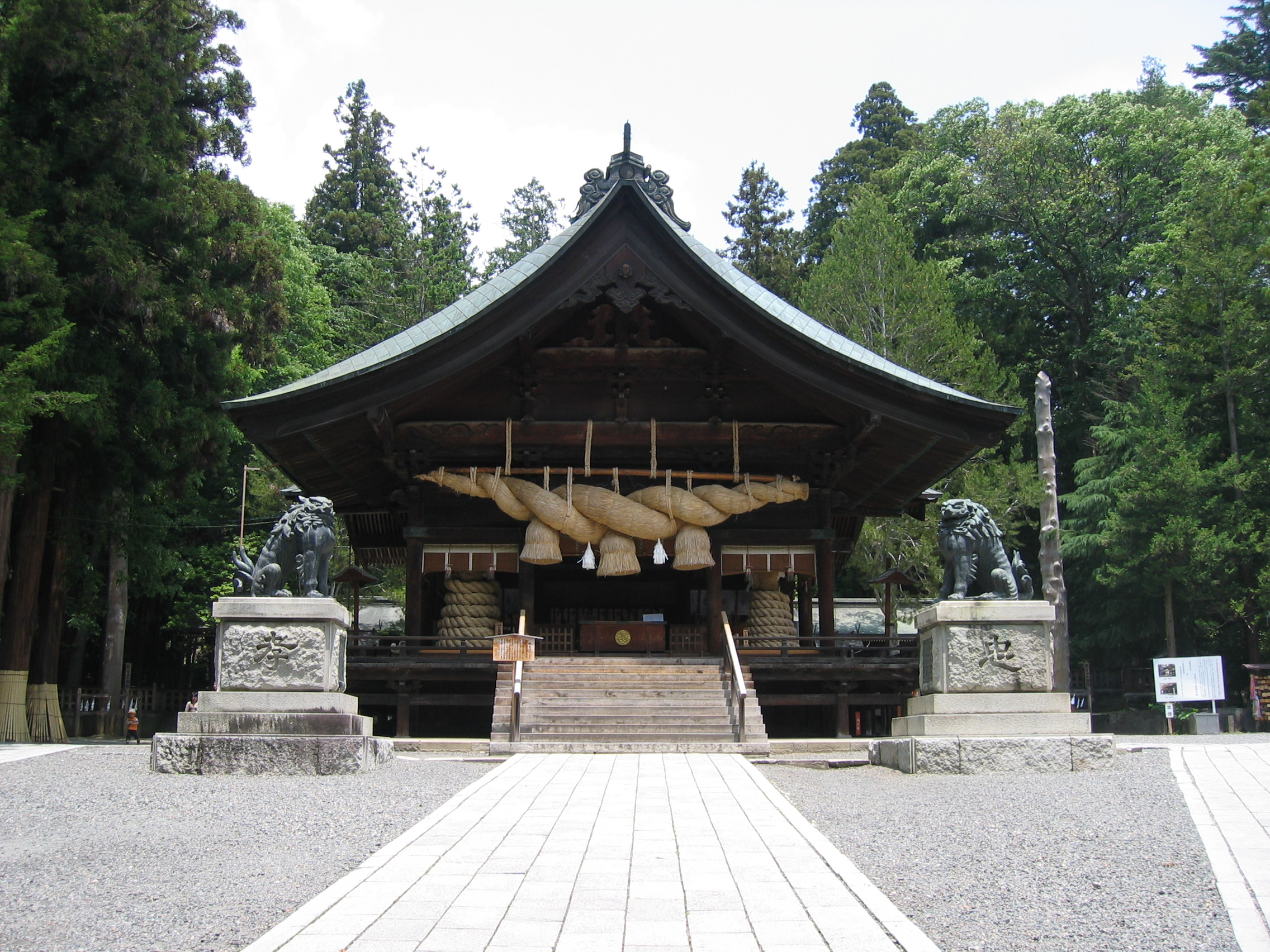
Kagura-den (Tanzhalle) des Aki-miya

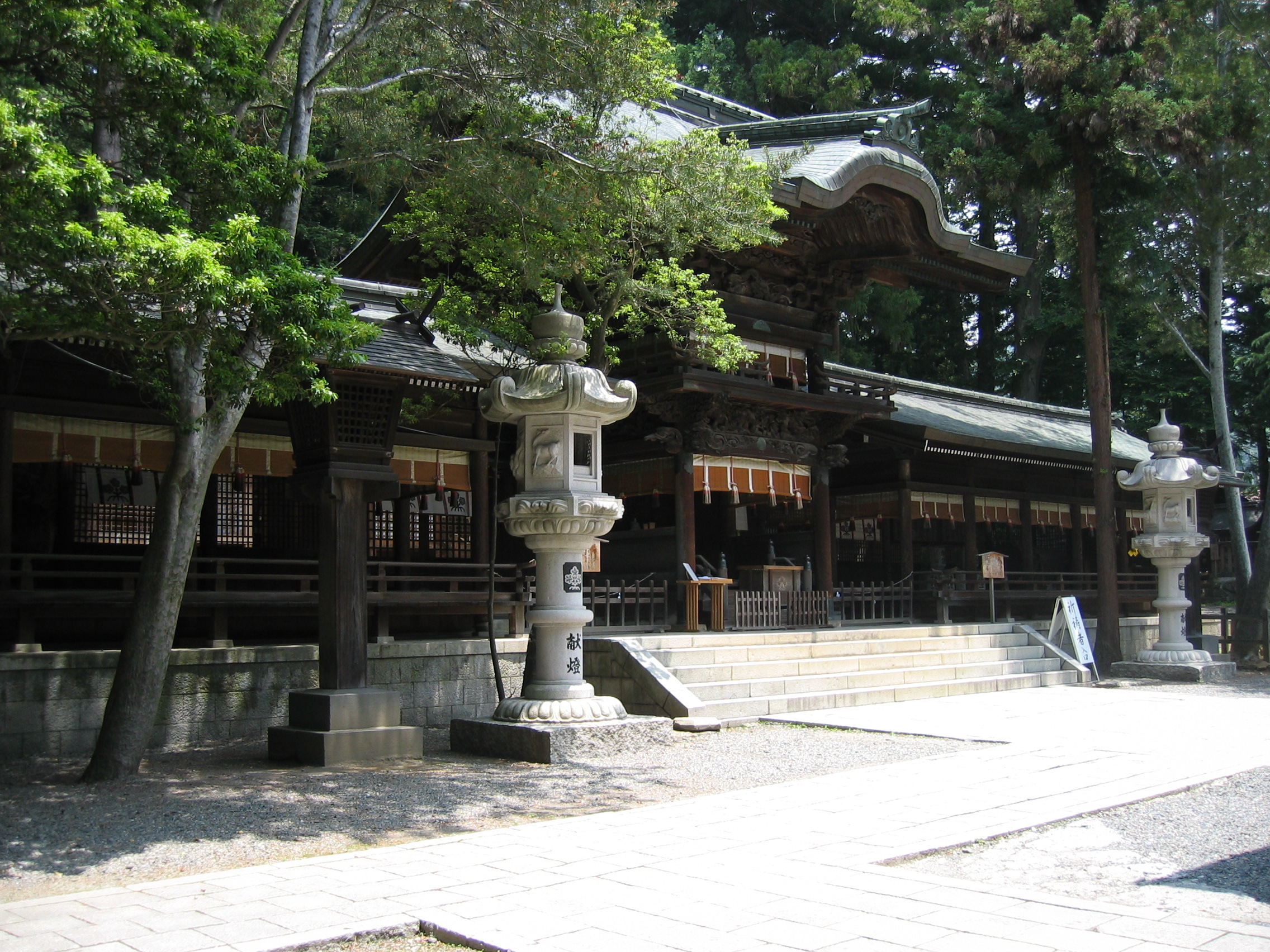
Die Heihaiden (幣拝殿) des Aki-miya

Sein eigentlicher Name ist Shimo-sha (下社), er befindet sich im Dorf Shimosuwa (下諏訪町; -machi) im Landkreis Suwa (諏訪郡; -gun). In ihm werden das Götterpaar und Koto-shiro-nushi (ein weiterer Sohn Ō-kuni-nushis) als Kami verehrt. Er besteht aus zwei honden (Haru-miya (春宮; Frühlings-Schrein) und Aki-miya (秋宮; Herbst-Schrein)), in denen die Kami jeweils sechs Monate im Jahr verweilen und dann in einem frohen Fest (O-fune-matsuri) am 1. Februar bzw. am 1. August in den anderen getragen werden.

## Feste
Dem Eintrag „Sacrifice (Japan)“ in der Encyclopedia of Religion and Ethics von Michel Revon zufolge wurden noch bis etwa Anfang des 20. Jahrhunderts jährlich 75 Rehe im Schrein geopfert.

### Senza-Matsuri
Das Senza-Matsuri (遷座祭) ist das zweimal im Jahr stattfindende Fest, in dem die Kami des Shimo-sha von einem honden in den anderen getragen werden. Das Ofune-Matsuri (お舟祭り; Boots-Fest) am 1. August, das auch an anderen Schreinen begangen wird, ist ein Teil davon und wird wesentlich ausgelassener gefeiert.
Das „Boot“ ist eine Art Floß aus Reisig (shiba) und Keyaki (Zelkova serrata), mit dem Symbol für die Kami (in Form einer Krähe) darauf. Die ganze Konstruktion wiegt etwa acht Tonnen und wird von Angehörigen der Gemeinde im Hauptteil des Festes von Schrein zu Schrein getragen.

### Onbashira-sai
Alle sechs Jahre (entweder im Jahr des Tigers oder im Jahr des Affen) vom 2. April bis zum 10. Mai wird vom Suwa-Taisha das große Fest Onbashira-sai (御柱祭, auch Mihashira-sai; der volle Name lautet shikinen zoei mihashira-sai, was etwa Heiliges Baumstamm-Fest bedeutet) ausgerichtet. Das letzte fand 2016 statt, das nächste wird somit 2022 stattfinden.
Es soll aus der Zeit der Herrschaft von Kammu-tennō stammen und ursprünglich, noch davor, ein komplettes sengu gewesen sein. Es ist eine überaus berühmte Festlichkeit, die 1998 von 1,78 Millionen Zuschauern verfolgt worden sein soll. Mittlerweile wird sie auch von mehreren dutzend anderen Schreinen im Umkreis des Suwa-Sees, allerdings im kleineren Maßstab, begangen.
Drei Jahre vor Beginn des Festes werden pro Schrein 4 alte Tannen (also insgesamt 16 Tannen) an den Hängen der Berge Yatsugatake (für den Kami-sha) und Kirigamine (für den Shimo-sha) ausgewählt. Diese werden Onbashira (heilige Stämme) genannt und wiegen jeweils 12–13 Tonnen und sind etwa 16–17 Meter lang. Sie werden am Ende des Festes an den Ecken der Schreine aufgerichtet.
Der erste Teil des Festes beginnt dann im April des entsprechenden Jahres. Vom 2. bis 4. (Kami-sha) bzw. 9. bis 11. (Shimo-sha) des Monats werden die Baumstämme im sogenannten Yamadashi-Fest (山出し祭) aus den Bergen hinab transportiert. Bei diesem und allen weiteren Abschnitten werden traditionelle Kiyari gesungen, ursprünglich Lieder von Holzfällern.
Im Kiotoshi (木落とし bzw. 木落し) werden die Bäume die Abhänge herunterbewegt, wobei etwa tausend Menschen teilnehmen und junge Männer auf ihnen sitzen. Dabei werden Hügel und Flüsse überquert. Es verunglücken dabei oft ein oder zwei Teilnehmer tödlich, andere verletzen sich.
Nachdem die Stämme durch frisch aufgetaute Flüsse gezogen und dabei reingewaschen wurden (Kawagoe (川越え) bzw. Kawagoshi (川越し)), werden sie für etwa einen Monat gelagert.
Im zweiten Teil des Festes, dem Satobiki-Fest (里曳き祭) werden den Stämmen die Rinde abgezogen (nur der 2. des Hon-miya behält seine), gesäubert und poliert und dann mit aufwändigen Paraden zu den Schreinen gezogen. Dort findet dann das Tate-Onbashira (建御柱), das Aufstellen der Onbashira statt (3. bis 4. Mai am Kami-sha, 8. bis 10. Mai am Shimo-sha).
Das Tate-Onbashira wurde besonders bekannt als es als Teil der Eröffnungszeremonien für die Olympischen Winterspiele 1998 in Nagano nachgestellt wurde.